# Michael van Langren

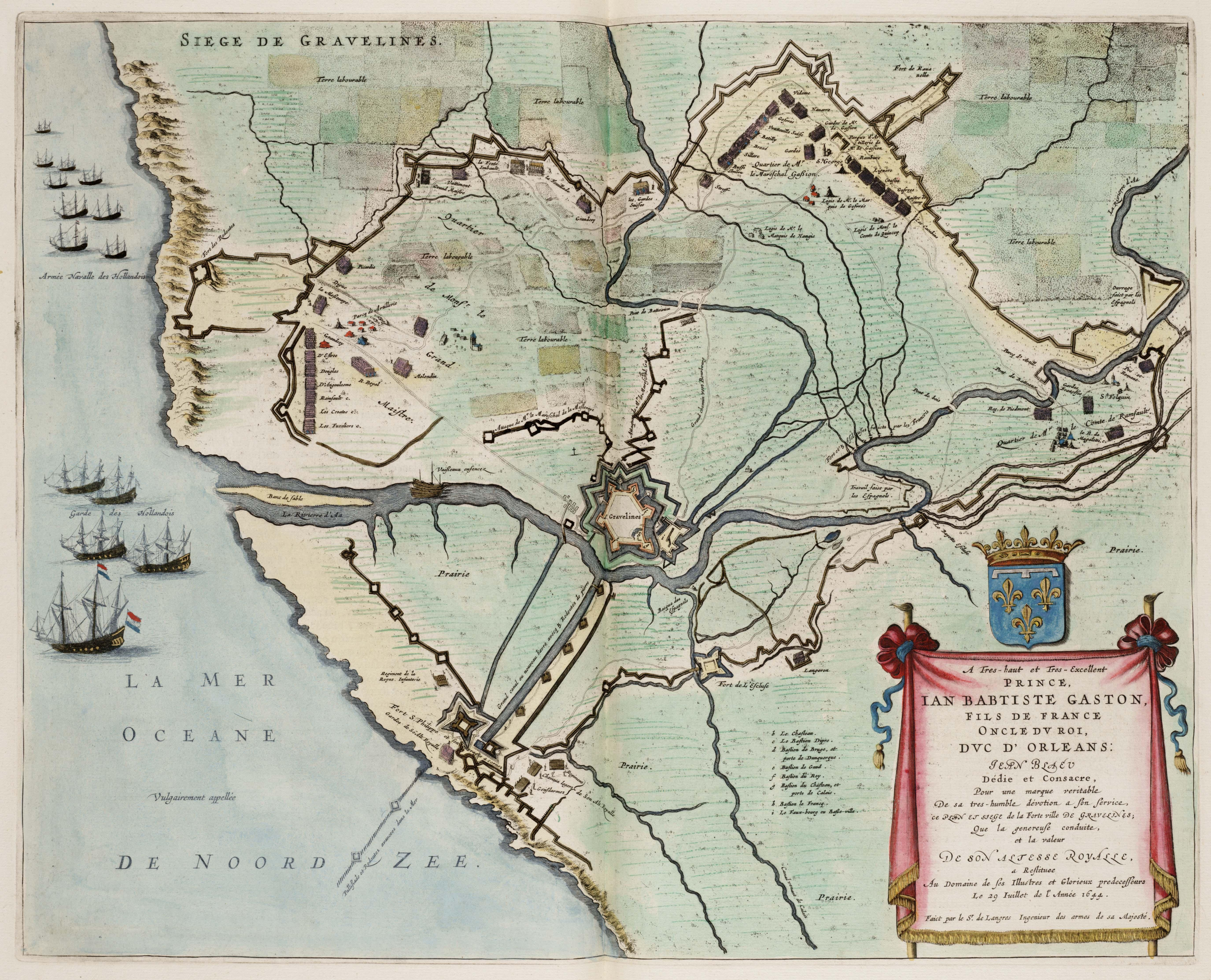
Plano de Gravelinas, obra de van Langren
(Atlas van Loon, 1644)

Michael Florent Van Langren (bautizado el 27 de abril de 1598,  Ámsterdam-mayo de 1675, Bruselas) fue un astrónomo y cartógrafo que trabajó al servicio de la Monarquía Hispánica. Su nombre latinizado  es Langrenus. Es conocido por sus mapas de la Luna, en los que por primera vez propuso una nomenclatura para sus accidentes geográficos.

## Familia
Michael Van Langren era el miembro más joven de una familia de cartógrafos holandeses. Su abuelo, Jacob Floris Van Langren nació en Gelderland pero se trasladó a los Países Bajos meridionales y más tarde a Ámsterdam, donde nacieron sus hijos Arnoldus y Henricus. Inusualmente, cada miembro de la familia retuvo el segundo nombre Floris (o Florent). Jacob y sus hijos produjeron en 1580 un globo terrestre y otro celestial. El globo celestial estaba basado en los datos astronómicos proporcionados por Rudolf Snellius (padre de Willebrord Snellius), mientras que Petrus Plancius colaboró en la edición de 1589 (ha llegado a nuestros días una pareja de estos globos de 1586). En 1592, el gobierno de los Estados Generales de los Países Bajos concedió a la familia Van Langren el monopolio de la producción de globos cartográficos, lo que ocasionó una serie de disputas con Jodocus Hondius.
Arnold y Henricus también produjeron mapas. Sus mapamundis de mediados de los años 1590 fueron delineados principalmente a partir de los mapas de Plancius o de Ortelius, pero a veces incluyeron novedades basadas en descubrimientos recientes, como por ejemplo la isla de Nueva Zembla o la península de Corea.
Arnold se mudó con su familia (incluidos sus hijos Jacob y Michael) de Ámsterdam a Amberes alrededor del año 1609, durante la tregua entre la Monarquía Hispánica y los rebeldes protestantes. Consiguió el título  de "Sphérographe de leurs Altesses" y la administración española le otorgó una subvención de 300 libras para los gastos de su traslado.
Michael Van Langren no recibió educación universitaria, dedicándose a la cartografía y a la ingeniería. Sirvió como Cosmógrafo y Matemático Real del rey Felipe IV de España, siendo favorecido su trabajo por el patrocinio de la Infanta Isabel Clara Eugenia.

## Contribuciones

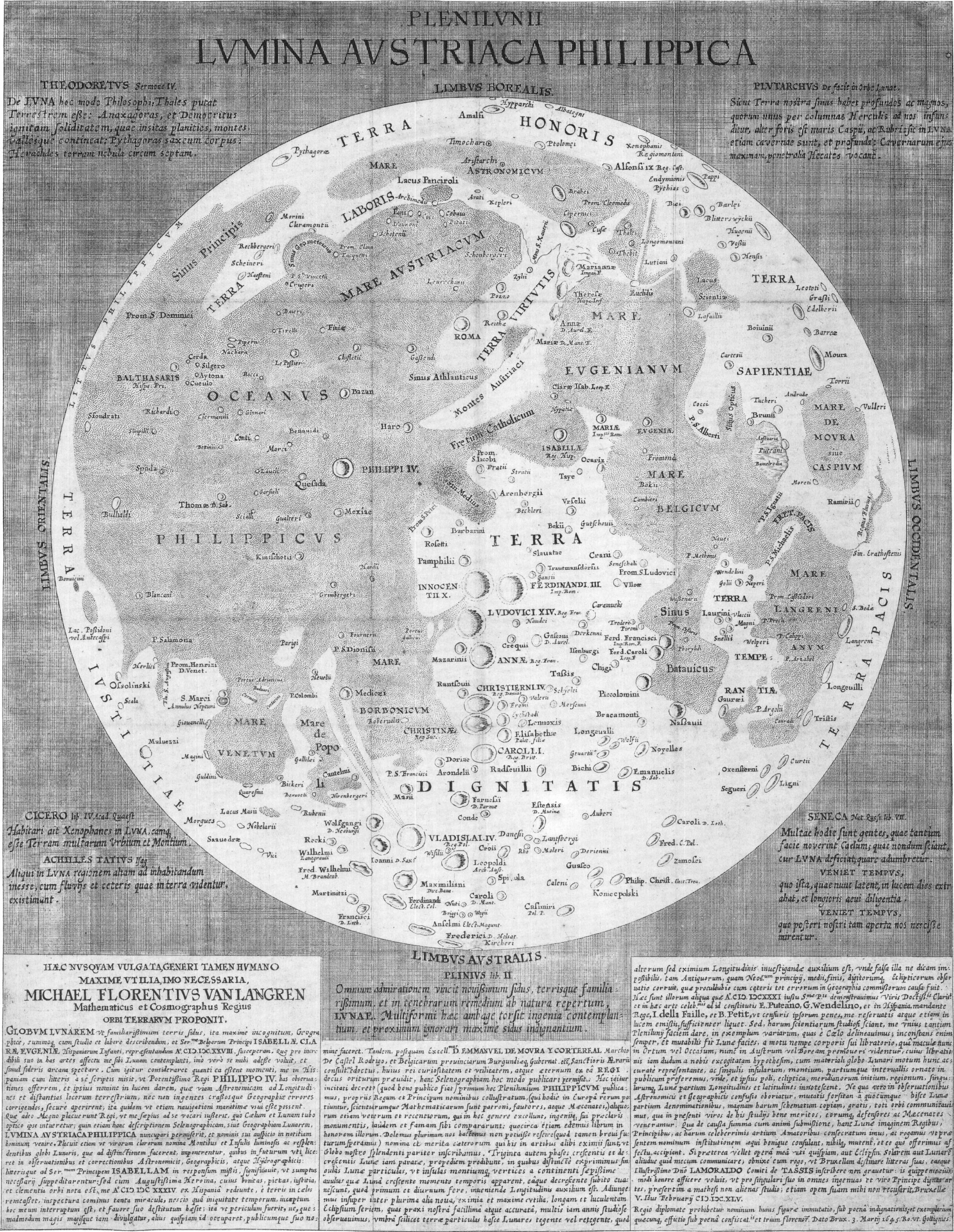
Mapa de la Luna publicado por Langren en 1645.

Entre sus contribuciones más significativas están sus intentos para determinar la longitud geográfica. Para mostrar la magnitud del problema, creó la primera gráfica conocida de datos estadísticos, mostrando la amplia gama de estimaciones de la diferencia de longitud entre las ciudades de Toledo y Roma. Estimó que podía mejorarse la exactitud de la determinación de la longitud, particularmente en el mar, observando cuando aparecen y desaparecen cumbres y cráteres de la Luna, no solo durante los eclipses de Luna, sino también en el curso de toda la lunación.
Esto le llevó a realizar un mapa de la Luna (publicado en 1645), e incluso se planteó producir mapas de la Luna en treinta fases diferentes, pero nunca llegó a acometer este plan. Fue el primero en asignar nombres a los accidentes geográficos lunares, aunque pocos de estos nombres perduraron por corresponder en su mayoría a monarcas, científicos o artistas católicos.

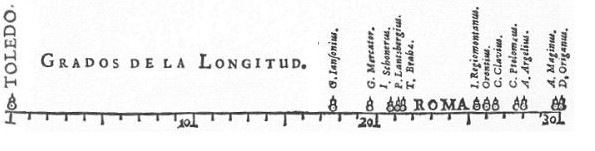
Gráfico de datos estadísticos, mostrando la amplia gama de estimaciones de la diferencia de longitud entre Toledo y Roma.

También publicó sus observaciones del cometa de 1652, C/1652 Y1. Confeccionó varios mapas de los Países Bajos Españoles; y concibió planes para un puerto cercano a Dunkerque, mejoras al puerto de Ostende, planes para dragar los canales de Amberes, medidas de control de las inundaciones, y una serie de fortificaciones.

## Reconocimientos
- El cráter lunar Langrenus conserva el nombre que Michael van Langren le puso en su propio honor.[2]